# Amtsgericht Wuppertal

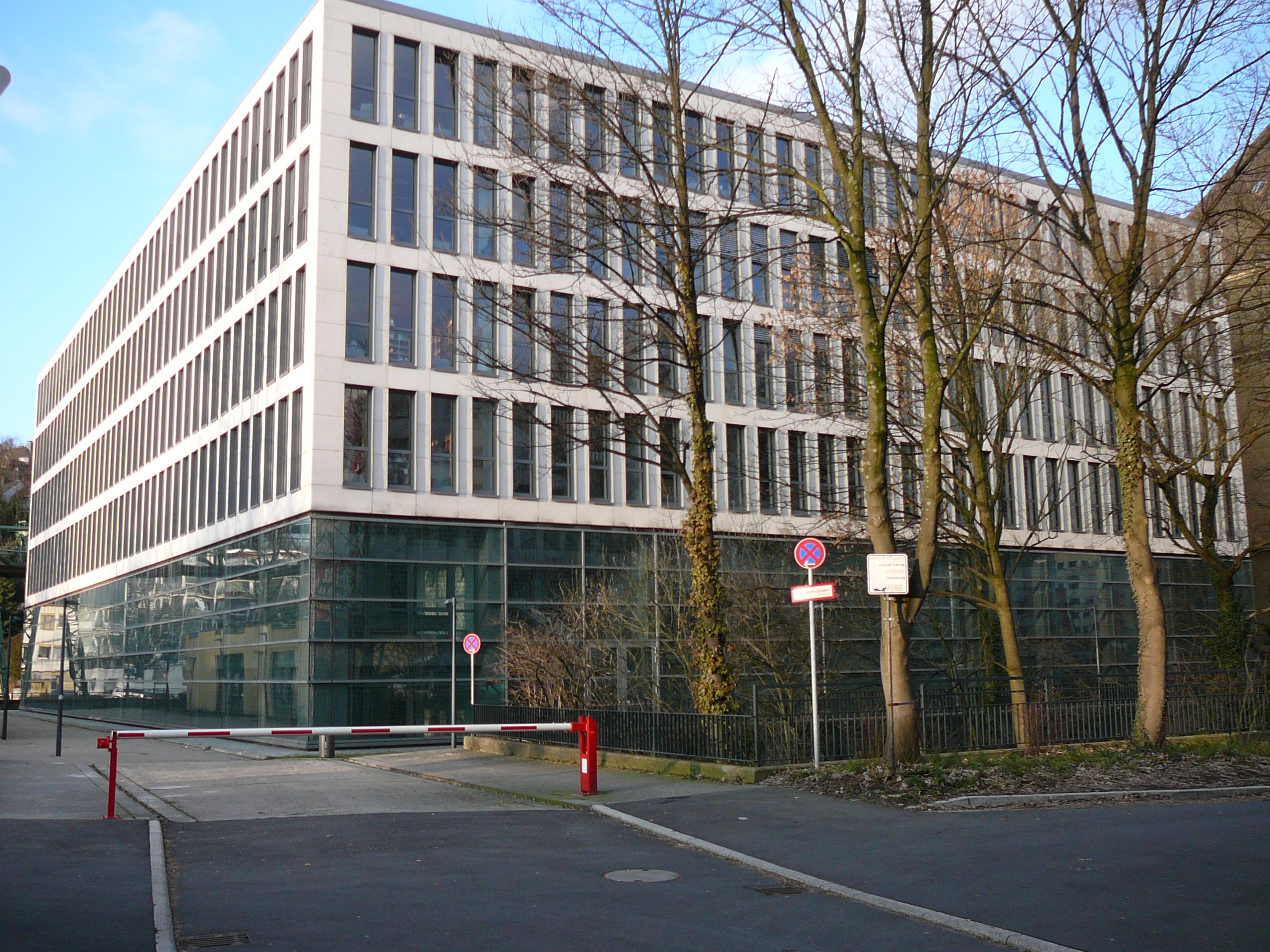
Amtsgericht Wuppertal (Neubau)

Das Amtsgericht Wuppertal ist Teil der ordentlichen Gerichtsbarkeit im Bezirk des Landgerichts Wuppertal. Es ist örtlich zuständig für das Gebiet der kreisfreien Stadt Wuppertal.

## Gerichtsgebäude
Das Amtsgericht befindet sich im Justizzentrum Wuppertal, bestehend aus dem Landgericht und Amtsgericht und einem im Jahr 2005 eingeweihten Neubau. Es liegt auf der sogenannten Gerichtsinsel, einer Insel in der Wupper. Postalische Anschrift ist Eiland 2, 42103 Wuppertal.
Das historische Gebäude des Amtsgerichts wurde am 18. Dezember 1987 als Baudenkmal anerkannt und in der Denkmalliste der Stadt Wuppertal eingetragen.

## Übergeordnete Gerichte
Das Amtsgericht Wuppertal untersteht direkt dem Landgericht Wuppertal. Dies wiederum ist dem Oberlandesgericht Düsseldorf und dem Bundesgerichtshof untergeordnet.

## Geschichte
Mit der Neuordnung der Gerichtsorganisation im Großherzogtum Berg wurde Ende 1811 das Friedensgericht Elberfeld sowie das Friedensgericht Barmen als Gericht erster Instanz eingerichtet. Es war dem Tribunal erster Instanz Düsseldorf nachgeordnet. Preußen übernahm 1814 die bergischen Gerichte. Die bisherigen Friedensgerichte blieben bestehen, die Tribunale 1. Instanz wurden in Kreisgerichte umbenannt. Die Friedensgerichte Elberfeld und Barmen waren nun dem Kreisgericht Düsseldorf zugeordnet. 1820 wurde die Gerichtsorganisation geändert. Die Kreisgerichte wurden nun zu Landgerichten. Die Friedensgerichte Elberfeld und Barmen wurde dem Landgericht Düsseldorf nachgeordnet. 1834 wurde das Landgericht Elberfeld eingerichtet und die beiden Amtsgerichte diesem zugeordnet. Im Rahmen der Reichsjustizgesetze erfolgte 1879 die Umwandlung in die Amtsgerichte Elberfeld und Barmen.

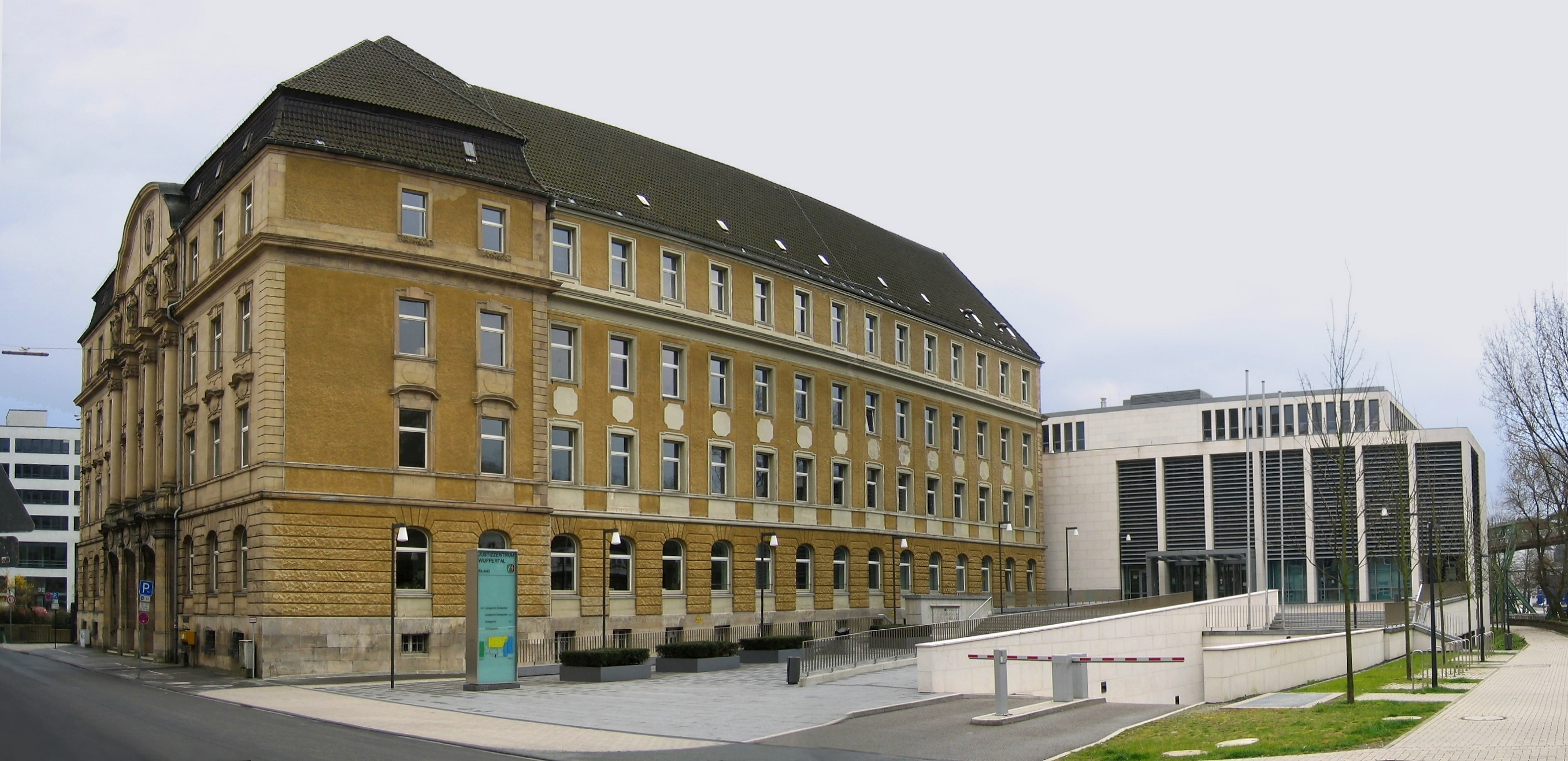
Amtsgericht Wuppertal (historischer Gebäudeteil im Vordergrund) und Neubau

Der Altbau des Amtsgerichts auf der Gerichtsinsel wurde im Oktober 1908 nach über zweijähriger Bauzeit, damals noch als Amtsgericht Elberfeld, eingeweiht. 1964 wurde es um ein siebzehnstöckiges Justizhochhaus erweitert, das allerdings 2001 aufgrund von brandschutztechnischen Mängeln, die eine entsprechende Sanierung im Vergleich zu einem Neubau unwirtschaftlich machten, wieder abgerissen werden musste. An dieser Stelle wurde ein Neubau errichtet, der 2005 in Betrieb genommen wurde. Der Neubau wird sowohl vom Land- als auch vom Amtsgericht Wuppertal genutzt. Hier und im Altbau finden Verhandlungen in Straf- und Zivilrechtsverfahren statt.

## Aufgaben
Die Aufgaben ergeben sich aus dem Gerichtsverfassungsgesetz, der Geschäftsverteilungsplan kann auf der Internetseite des Amtsgerichts Wuppertal heruntergeladen werden.